# Gelasma cowani
Gelasma cowani är en fjärilsart som beskrevs av Butler 1880. Gelasma cowani ingår i släktet Gelasma och familjen mätare. Inga underarter finns listade i Catalogue of Life.